# 캐나다 의회
캐나다 의회(영어: Parliament of Canada, 프랑스어: Parlement du Canada)는 캐나다 연방의 입법기관이다. 현재 온타리오주 오타와 시 팔러먼트 힐에 위치해 있다. 캐나다의 의회는 크게 총독이라는 캐나다의 군주를 대변하는 부왕, 상원, 그리고 하원으로 이루어져 있으며 각 구성체는 별도의 임원과 조직이 있다. 구조상 양원제를 표방한다. 총독은 총리의 조언을 따라 상원의원 105명을 임명한다. 338명으로 이루어진 하원의원들은 캐나다 시민들이 각각 거주한 선거구(영어: electoral district 또는 riding)에서 직접 투표해서 뽑는다.
영국 의회에서 착안한 헌법적인 관례에 따라 하원은 연방단계에서 실질적인 입법권을 쥐는 입법부의 가장 중심적인 기관이며 상원과 국왕이 하원의 뜻을 드물게 반대한다. 상원은 하원에서 통과된 법안을 덜 당파적인 측면으로 검토하며 군주나 그의 부왕인 총독은 법으로 만들기 위해서 그 법안을 재가할 준비한다. 총독은 의회를 공식적으로 소환한다. 그러나 군주나 총독은 정회나 해산할 수 있어 그 뒤에 총선으로 이어진다. 그 중에 한 명은 개원연설에 참가한다. 현재의 의회는 쥘리 파예트 총독이 2019년 12월 5일에 소환하여 1867년 캐나다 연방 결성한 해에서 제43회 의회이다.

## 조직
캐나다 의회는 군주, 상원, 그리고 하원으로 나뉜다. 군주, 상원, 그리고 하원의 역할은 가각 다르지만 세 부분은 모두다 공통적으로 의회의 운영 절차를 수행한다. 캐나다 의회의 전반적인 구성 방식은 영국 연방 왕국의 영향으로 영국 의회의 구조와 거의 비슷하지만 캐나다의 군주가 실질적으로 영국의 군주의 대리인이라는 점과 캐나다의 상원의원은 상원직을 세습하는 귀족이 없다는 점이 영국 의회와 구분된다.
오직 하원위원들은 의회의 구성원의 번역인 Members of Parliament의 약자 MP라는 칭호를 부여받는다. 반대로 상원도 캐나다 의회의 일부지만 상원의원들은 MP라는 칭호를 받지 않는다. 비록 상원의 입법권은 하원의 입법권보다 약하지만 상원의원들은 의전서열에서 하원의원들보다 높게 위치해 있다. 의원들은 동시에 상원과 하원에 근무할 수 없다.

### 군주: 의회에 있어서의 왕
의회 안에서 군주의 자리는 공식적으로 의회에 있어서의 왕이라고 부른다. 이것은 1867년 영국령 북아메리카 법과 그밖의 관행으로 정의하였다. 그러나 공식적으로 군주든 부왕이든 법안을 발효하기 위해서는 캐나다의 군주가 법안의 인정을 의미하는 국왕의 재가를 제외한 입법에 직접적으로 참여하지 않는다. 의회의 모든 법안들은 "그러므로 이제 캐나다 상원과 하원의 자문과 동의로 국왕 폐하는 다음과 같이 법을 제정하였다"라는 구절로 시작한다. 그러므로 영국 연방 왕국의 일원인 캐나다의 지위에 따라 국왕이라는 단독법인은 별도로 법률에 명시된 사항이 있는 한 의회제정법에 영향을 받지 않는다. 총독은 보통 국왕의 재가를 수행하지만 내각의 요청으로 군주가 직접 이 업무를 수행할 수 있으며 총독이 헌법에 명시대로 군주에게 이 업무의 수행을 승락할 수도 있다.
군주나 군주의 대리인인 총독은 전통적으로 하원 안으로 들어가는 일을 금지한다. 의회에서 군주와 관련된 모든 행사는 상원의회당에서 치루어진다. 상원과 하원은 둘다 의회에 있어서의 왕의 권력과 특권의 상징인 직장 두 개를 간직한다. 상원에서 썼던 최초의 직장은 1849년 이후 옛 캐나다 식민지 입법평의회에서 쓰였으며 하원에서 썼던 최초의 직장은 옛 어퍼 캐나다 하원이 1845년부터 사용되었던 직장을 물려받았다. 1916년 2월 3일의 센터 블록의 화재사건으로 하원의 직장이 소실되었지만 영국에서 새로운 직장을 받아서 현재까지도 쓰여진다. 나무로 만든 하원의 임시용 직장은 1917년에 영국에서 새로운 직장을 받을 때까지 쓰였지만 화재사건을 기념하기 위해서 매년 2월 3일에 임시용 철토를 하원의회당으로 옮긴다.
상원과 하원의 의원들은 군주에 대한 충성과 군주의 권위에 경의를 표현해야 하며 더불어 새로운 의원들은 활동하기 전에 그들은 반드시 충성 선서를 외워야 하고 공식적으로 충성스러운 야당이라고 부르는 공식 야당은 내각을 반대하자만 제1 야당 의원들이 비정치적으로 국왕에게 헌신해야 할 것을 보여줘야 한다.

### 캐나다 상원
캐나다 연방의 상원은 캐나다 상원이며 총독이 총리의 조언에 토대로 임명한 105명의 의원으로 구성된 입법 단체이다. 상원은 하원과 다르게 의원의 숫자가 적다. 부왕이 임명한 상원의원들은 헌법의 규정대로 자격을 갖춰야 한다. 상원의원들은 명예퇴직 연령을 75세로 헌법을 개정했던 1965년 이전까지 종신임명하였다. 그러나 상원의원들도 명예퇴직 연령에 도달하기 이전에 자발적으로 물러나가거나 2번 연속 상원에 참석하지 않아도 상원의원직을 잃을 수 있다.
상원의원들은 네 개로 공평하게 나뉜 지역에서 선출한다. 많은 인구를 대표하는 지역 네 곳인 온타리오주, 퀘벡주, 마리팀즈 지역, 그리고 캐나다 서부는 지역이 각각 상원의원 24명을 임명한다. 1949년에 캐나다의 주가 된 뉴펀들랜드 래브라도주는 상원이 대표하는 지역 속에 포함되지 않았지만 상원의원 6명을 임명한다. 그리고 노스웨스트 준주, 유콘 준주, 그리고 누나부트 준주는 각각 상원의원 1명을 임명한다. 군주의 동의가 있으며 네 개의 지역이 공평하게 대표하게 되거든 총독은 상원의원 4명에서 8명까지 임명할 수가 있다. 이렇게 하면 상원의원들의 총 숫자가 113명에 이른다. 1990년 브라이언 멀로니 전 총리가 재화 및 용역세를 발효하기 위해서 엘리자베스 2세에게 상원의원의 숫자를 늘리려는 조언을 보냈다. 이러한 권한은 1867년 이래 한 번밖에 시행되지 않았다.

### 캐나다 하원
캐나다 연방의 하원은 캐나다 하원이며 유권자들의 투표의 결과에 따라 이루어진다. 하원의원은 자기들이 대표하는 선거구에서 단순다수득표제를 통해 유권자들의 다수의 투표로 고른다. 하원의원의 피선거권의 자격은 18세 이상의 캐나다 시민이 자기의 선거구에 이겨야 하며 의회가 해산할 때까지 유지한다. 또한 의회가 해산할 때까지 하원의원직을 유지하면 재선도 가능하다. 10년 마다 실시하는 인구 조사의 토대로 연방 정부가 관리하는 선거구는 정기적으로 정비한다. 하지만 1867년 헌법의 상원을 설명하는 구절에서 상원의원의 숫자 만큼 캐나다의 주의 하원의워의 숫자를 보장해 준다고 명시한다. 또한 그 구절은 1976년과 1985년에 각 주는 하원의 숫자를 원하는 만큼 늘릴 수 있었다고 허용하였다. 그 결과로 하원의원 숫자와 관련된 헌법 구절 덕분에 오늘날의 하원 의석수는 그 때 당시의 최소한의 의석수가 282석인 반하여 크게 웃돌았다.

## 입법권
연방 의회과 주 의회의 입법 역량을 나누는 헌법은 캐나다 의회의 권한을 제한한다. 대체로 주 의회는 헌법의 명시대로 교육, 주 정부의 인적자원, 지방차치권, 자선단체, 그리고 “단순안 지역이나 사적인 사안” 등의 대한 법안만 통과 할 수 있지만 반대로 주 의회가 통과할 수 없는 법안은 오직 연방 의회에서만 통과시킬 수 있다. 즉 연방 의회는 우편, 인구 조사, 캐나다 군, 해운, 어업, 통화, 재정, 도량형, 파산, 저작권, 특허, 캐나다 원주민, 귀화에 대한 법안을 통과시킬 수 있다. 때로는 연방과 주 의회의 입법권이 서로 모호해지는 경우도 있다. 예를 들면 연방 의회는 캐나다 시민의 결혼과 이혼을 규제하지만 혼인 여부를 규제하는 권한은 주 의회에 있다. 다른 예들은 조세, 예산, 형벌, 그리고 농업에 대한 법안 분쟁이 있다.
캐나다 연방의 입법기관인 캐나다 의회가 캐나다 권리·자유헌장의 권한으로 제제받을 수 있지만 불구한 조항의 도움으로 이 헌장의 대부분의 조항을 기각할 수 있다. 비록 이 조항은 연방 의회에서 사용된 적은 없지만 몇몇의 주 의회에서 사용된 적이 있다. 헌법의 한 부분을 위반하는 법안은 무효로 처리하며 법원에서 위헌이라고 결정 할 수 있다.

## 구성원

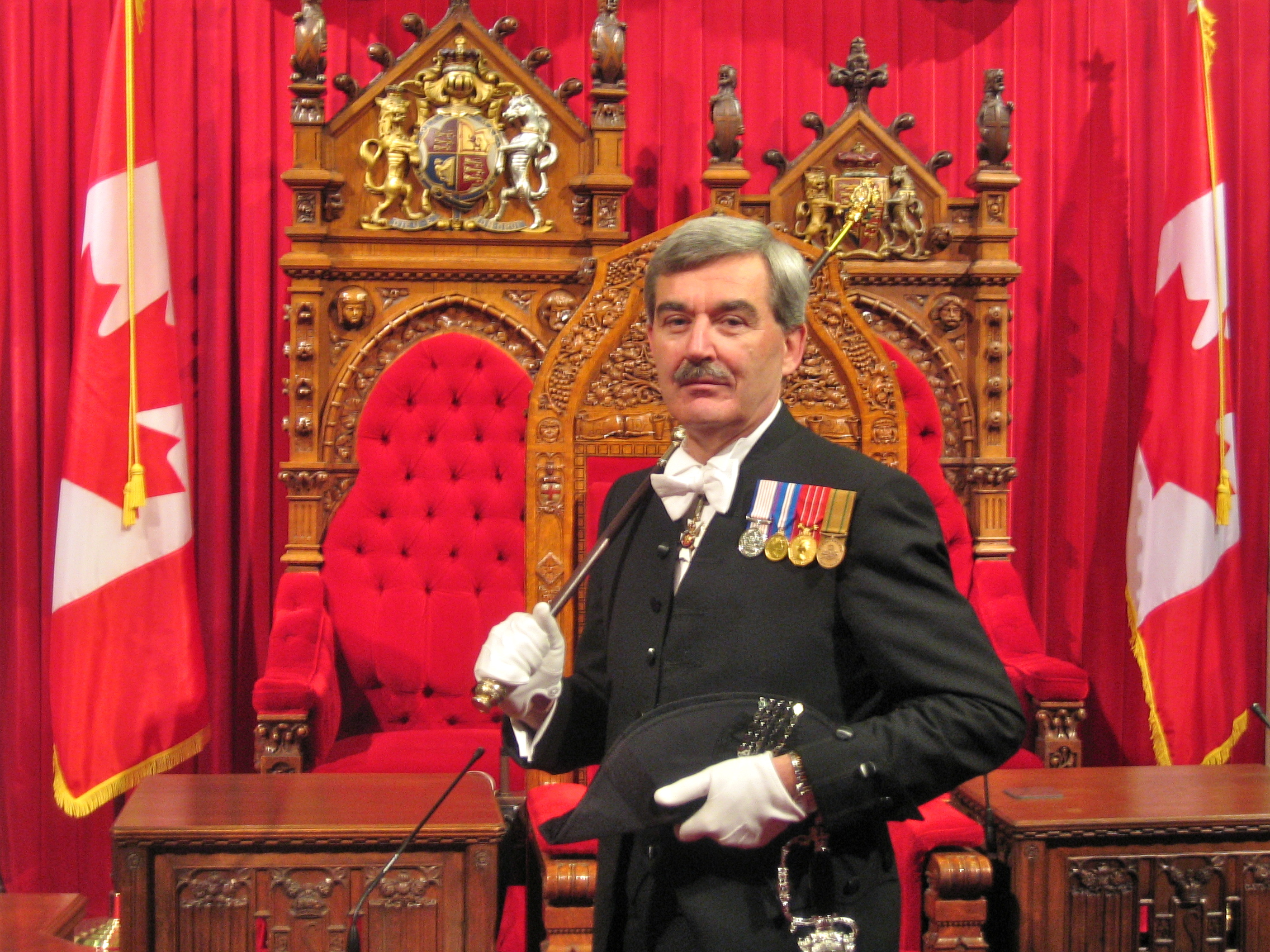
케빈 스튜어트 맥클라우드, 전직 캐나다의 상원흑장수위관 (2008년 - 2013년)

캐나다 의회는 양원제로 구성되어서 의장 두 명이 상비한다. 상원은 여느 상원의원들처럼 총독이 총리의 조언으로 임명한 상원 의장이 있다. 그리고 하원은 여느 하원의원들이 투표하여 당선되는 하원 의장이 있다. 하원의 권력은 실질적으로 상원의 권력보다 크다. 영국의 입법 형태에 따라서 상원은 본질적으로 자주규제하지만 하원은 하원 의장이 조정한다. 그렇지만 1991년부터 상원 의장의 의무가 확장된 결과로 그 직위가 하원 의장의 직위처럼 비슷해졌다.
캐나다의 상원흑장수위관은 군주 또는 총독의 성명을 상원과 하원에 전달하는 캐나다 의회에서 직책이 가장 높은 자리이다. 이 직책은 또한 상원의 보안을 유지, 의례를 감독, 업무를 관리, 그리고 개원연설, 재가 의례, 국장, 새로운 총독의 서임식 등의 팔라먼트 힐에서 치루어진 중요한 정치적인 행사를 주관하는 의무가 있다.
그 밖의 캐나다 의회의 구성원들은 감사관, 선거관리장, 공식언어위원장, 프라이버시위원장, 정보위원장, 이해충돌·윤리위원장, 공공부문청렴위원장, 그리고 로비활동위원장이 있다. 각각의 의장을 통해서 양원이 아니면 따로 상원과 하원이 그들을 임명한다. 그들은 때로는 의회의 요원(영어: Agents of Parliament)이라고 부른다.
또한 의회도서관법(영어: Library of Parliament Act)에 따라 1871년부터 의회도서관의 운영을 감독하는 의회도서관장이라는 중요한 직책이 있다.

## 기간
1867년 헌법에 명시된 대로 총독이 의회를 소집할 권한을 행사한다. 그렇지만 연방총선거를 시행할 수 있는 선거교서는 리도 홀에 있는 총독과 면담한 다음, 캐나다 군주의 대행으로서 총독은 의회의 정회와 해산을 승인할 수 있는 특권을 적용한다. 연방총선거가 끝나면 총리의 조언에 따르는 총독은 의회의 소집을 뜻하는 국왕의 성명을 발표한다. 의회를 소집하는 날에 새로운 하원의원들은 취임선서를 맹세하며 재당선된 하원의원들과 함께 하원 의장을 뽑으려 상원으로 부른고 난 다음, 다시 본래대로 상원으로 돌아온다.
캐나다의 군주, 총독, 또는 영국 왕족의 일원이 캐나다 의회에서 개원연설을 연설하는 개회 선언은 차기의 회기가 시작한다는 상징적인 행사이다. 그렇게 하기에 앞서 상원흑장수위관은 쾅 닫은 하원의회당의 앞문을 두드린다. 이것은 군주의 사자인 상원흑장수위관을 제외한 군주와 더불어 모든 사람들의 입장권을 거절하는 하원의 권리를 보여주기 위한 전통이다. 하원의원들이 개회사를 경청할 수 있게끔 상원흑장수위관은 그들에게 국왕의 부름(영어: Royal summons)을 발표한다. 일단 하원의원들이 총리를 제외한 상원의 봉(Bar of the Senate)의 뒤에 모이면 곧바로 하원 의장은 군주 또는 총독에게 자기를 소개하고 공식적으로 하원의 모든 권리와 특권을 요구하자마자 국왕이라는 단독법인을 대변하는 상원 의장은 군주 또는 총독을 대표하는 부왕이 왕좌에 앉은 다음 승인의 답변을 표현한다. 그리고 나서 차기 회기 때 내각이 실행할 계획이 담긴 개회사를 발표한다.
캐나다 의회의 회기는 정회할 때까지 계속된다. 정회는 총독이 차기의 회기를 선언할 때까지 의례없이 양원이 입법활동을 멈춘다. 그러나 하원 의장의 선출하는 일과 그 당선자가 하원의 특권을 요구하는 일은 예외적으로 입법활동에 속한다. 나중에 개회 선언이 마치면 의회는 본래대로 입법활동을 다시 시행한다. 몇번의 회기가 끝나면 의회는 총독의 명령으로 의회 해산을 실시한다. 그 다음에 국가적 차원에서 총선에 몰입하지만 대체로 정치적인 이유로 총리는 자기의 정당을 유리하게 이끌은 시기에 총독으로 명령으로 의회 해산을 신청한다. 만약 하원의원들의 반대로 총리의 통치능력을 불신임하거나 총리의 임명기간 5년을 끝까지 채운다면 그래도 의회 해산을 피할 수가 없다. 캐나다 의회의 역사에서 이러한 비통상적인 이유로 의회 해산을 실행하였던 예가 없다.

## 절차
캐나다 의회의 상원과 하원은 동의를 구두 투표로 결정한다. 각 의장은 논의할 의제를 제시한 다음 의원들이 찬성과 반대를 뜻하는 Yea와 Nay를 외치는 반응을 듣고 나서 소리가 큰 쪽을 발표한다. 상원의원 2명 또는 하원의원 5명이 이의를 제기하지 않는 이상 각 의장의 발표를 변경할 수 없다. 양원의 의원들은 표결에 참여할 때에 자리에 일어서며 상원의장도 불편부당함을 위해서 비정기적으로 동의나 법안에 관한 표결에 참여할 수 있다. 만약에 동의에 관한 표결에서 다수가 형성되지 않았으면 그 동의가 통과될 수 없다. 하원의장은 하원에서 의무를 활동하는 동안에 표결의 결과를 교착을 막아주는 목적을 제외한 하원의 표결에 참여할 수 없을 때에 관례적으로 현상을 옹호한다. 의결정족수는 캐나다의 헌법의 명시대로 상원 양원의 의장 2명을 포함한 상원의원 15명과 하원의원 20명으로 나타난다.
투결은 3가지 형태로 진행될 수 있다. 첫째, 법안의 논쟁이 되도록이면 보류하면서 의회가 그것을 나중에 상의할 기회를 허락한다; 둘째 법안의 대한 논의가 더 이상 진행할 수 없다면 의회의 다수정당의 허락으로 그 논쟁이 나중에 어떠한 방법으로 다시 진행하도록 고려한다; 셋째, 법안을 개정하지 않고 원형 그대로 놔둔다. 예를 들면 불신임 결의로 문제가 되었던 2005년 연방정부 예산 법안에 관한 투결에서 하원의장이 2차 독회에서 표결에 참석하여 법안이 통과되었다. 법안의 3차 독회에서 또다시 표결이 비긴 경우에도 하원의장이 정부의 위상을 떨어뜨릴 정도로 그 법안의 통과를 관례대로 인정하지 않다.
의회의 상원과 하원에서 캐나다의 두 공식언어인 영어와 프랑스어의 동시 통역이 항상 제공해 준다.

## 입법 과정

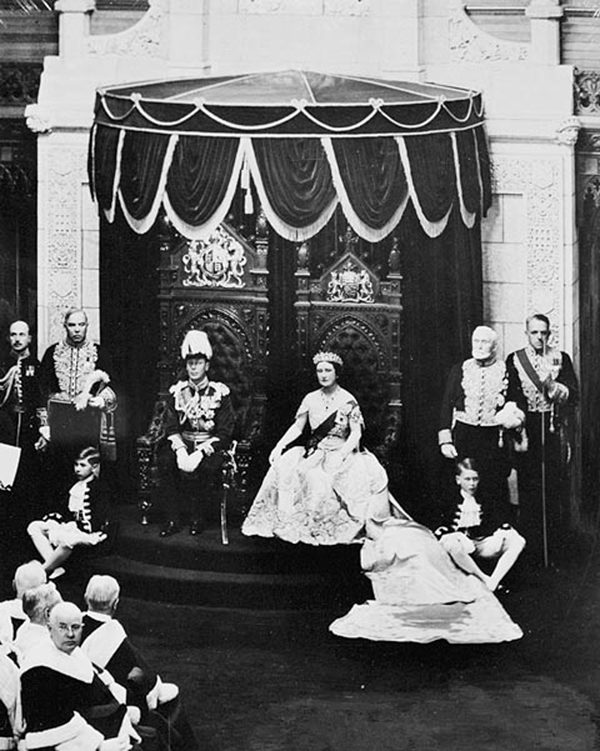
조지 6세는 엘리자베스 여왕 옆에서 법안에 재가를 부여하였다. (1939년 상원 회의장)

캐나다 의회는 상원이나 하원에서 법안을 소개할 수 있다. 하지만 하원에서 유래된 대부분의 법안은 대신들이 제시하는 정부법안(영어: government bills)거나 내각에 참여하지 않는 보통 하원의원들이나 상원의원들이 지시하는 개인법안으로 분류한다. 법률의 입안은 일반 대중에 적용되면 공공법안(영어: public bills)으로 분류될 수 있으며 특정한 인물이나 단체에 적용되면 사적법안(영어: private bills)으로 분류될 수 있다. 모든 법안은 1차의 시작으로 하원과 상원에 통과된다. 그렇지만 법안의 2차 독회에서 비로서 법안의 전체적인 성격에 대해서 토론한다. 법안의 기각은 가능하지만 정부법안이 기각되는 일은 흔하지 않다.
그 다음 법안은 하원 또는 상원에 보내져 몇몇의 입법위원회들의 참여로 그 법안에 대한 토론을 벌인다. 재심할 수 있도록 입법의 절차로 모든 입법위원회가 따라야 할 권한이 있다. 예를 들어 각 부처에 해당되는 법안, 정책, 예산, 부처가 사용하는 예산의 타당성, 그리고 부처의 실적을 재심한다. 상설위원회는 대분분의 법안을 심의한다. 상설위원회는 특정한 분야에 (예를 들면 외교) 전공한 상원과 하원 소속의 의원들로 구성된 위원회로 법안을 지지하는 장관 또는 전문가의 주장을 경청, 법안에 대해서 토론, 그리고 법안의 개정을 추천해 준다. 법안은 의회의 모든 의원들이 소집하는 전체위원회에 회부하여 처리할 수 있다. 마지막으로 특정한 상황에서 법안은 급하게 소집된 위원회에서 분석할 수 있다. 상원과 하원은 이런 상황에서 각각 고유의 절차를 따른다. 상원은 특수 위원회를 구성해서 해결한다. 하원은 입법위원회를 구성하여서 입법위원회장은 보통 하원의장의 보좌관으로 하원의장이 직접 임명한다. 어떤 위원회를 결성하든 간에 위원회가 제안한 개정을 양원이 보고단계에서 고려한다. 더 나아가 위원회가 제안하지 않았던 추가적인 개정은 보고단계에서 소개할 수 있다.
보고 단계 또는 곧바로 입법위원회가 법안을 개정하지 않는 절차를 거친 다음 마지막 단계인 3차 독회가 시작한다. 3차 독회는 하원에서 더 이상 법안을 개정하지 못하지만 상원에서 개정할 수 있다. 만약에 양원 중에 하나가 법안의 개정을 승인하여 통과되었지만 다른 하나가 그 뜻에 반대하여 양원 둘다 서로 총돌하면 그 법안의 통과가 불발된다. 그러나 만약에 법안이 3차 독회에서 통과되면 그 법안이 상원이든 하원으로 보내져서 그 단계에 반복된다. 법안이 마지막으로 퇴고하기 위해서 상원이 결정한 개정은 하원이 승인해야 한다. 그래서 양원이 다 통과된 법안의 내용은 상원이든 하원이든 똑같다. 그 다음 총독이 그 법안을 재가로 법적인 효력을 발휘한다. 이론적으로 총독은 세 가지 방법을 택할 수가 있다. 첫째, 법안을 법으로 만들기 위해서 곧바로 재가한다. 둘때, 법안에 재가를 주지 않아 거부권 행사를 취한다. 셋째, 군주가 분부대로 법안을 직접 재가를 할 수 또는 안 할 수 있도록 법안을 보류한다. 그러나 총독이 재가하였던 법안은 군주가 2년 안에 그 재가되었던 법안을 취소할 수가 있어 그 법안에 대한 법적 효력을 제거된다. 연방 단계에서 어떠한 법안이 군주의 승인이 거부되는 예가 없다.

## 같이 보기
- 캐나다 의회의 정회
- 캐나다 의회의 관리인

## 참고 자료
1. ↑  영어는 "NOW, THEREFORE, Her Majesty, by and with the advice and consent of the Senate and House of Commons of Canada, enacts as follows"라고 명시한다. 그 예로 C-43 법안이 있다.[3]
2. ↑  헌법에 명시대로 상원의원의 자격은 30세 이상의 사람이 되며 캐나다의 군주의 영토에 사는 국민이며 최소 4000달러의 재산과 더불어 자기가 대표하는 본주 내에 최대 4000달러를 소유해야 한다.[1]
3. ↑  노바스코샤주는 10명을 뉴브런즈윅주는 10명을, 그리고 프린스에드워드아일랜드주는 4명을 임명한다.
4. ↑  매니토바주, 브리티시컬럼비아주, 서스캐처원주, 앨버타주는 각각 6명을 임명한다.
5. ↑  1919년 9월 1일 훗날 영국의 군주가 된 웨일스 공 에드워드는 13번째 캐나다 의회의 제3회기의 개원연설을 발표하였다.
6. ↑  총리는 상원의원당에 들어가며 왕좌가 있는 연단에 가까이 앉을 수 있는 유일한 하원의원이다.